# Roman Dragoun
Roman Dragoun (* 8. dubna 1956 Písek) je český hudebník, klávesista, zpěvák a skladatel. Hrál, či stále hraje v rockových skupinách Progres 2, Futurum, Stromboli a T4, vydal několik sólových alb, zpíval v muzikálech a spolupracuje jako studiový hráč s mnoha dalšími hudebníky.

## Biografie
Ač pochází z jihočeského Písku, velká část jeho hudební kariéry je těsně spjata s Brnem. Zde hrál v polovině 70. let 20. století v amatérské rockové skupině Regenerace, kde se setkal s kytaristou Milošem Morávkem, jejichž hudební kariéra se významně propojila v následujícím desetiletí. Morávek se totiž v roce 1978 stal členem skupiny Progres 2, kam jej o dva roky později následoval i Dragoun, který zde nahradil jednak klávesistu Karla Horkého a svým pěveckým projevem i zpěváka a kytaristu Pavla Váněho. Progres 2 vytvořili tematický projekt Třetí kniha džunglí (premiéra 30. května 1981 v Brně), se kterým další dva roky koncertovali po celém Československu. Jako dvojalbum vyšla Třetí kniha džunglí v roce 1982, roku 1983 byla vydána i anglicky zpívaná verze The Third Book of Jungle.
Roku 1983 ale s Morávkem z Progres 2 odešli a společně založili novou progressive rockovou skupinu Futurum, kam přizvali ještě druhého kytaristu Emila Kopřivu (Synkopy) a bubeníka Jana Seidla (Dragounova kamaráda z dětství). Futurum s různým obsazením vydalo dvě alba, chystaná třetí deska ale již nevyšla, neboť Roman Dragoun a Jan Seidl Futurum v roce 1988 opustili a přidali se k pražské kapele Stromboli. Zde pod vedením kytaristy Michala Pavlíčka vydali album Shutdown, kapela se ale v roce 1990 rozpadla. V první polovině 90. let byl Dragoun členem skupiny Pavitram, ve které dosud příležitostně hostuje.
Od začátku 90. let 20. století působí jako studiový hráč, spolupracoval s nejrůznějšími hudebníky jako jsou například Bára Basiková, Michal Pavlíček, Raven, Marakana, Pavla Kapitánová, Leona Machálková či Lucie Bílá. V roce 1995 vydal své první sólové album Stín mý krve. V letech 1997 a 1998 hrál a zpíval v roli Ježíše v muzikálu Jesus Christ Superstar. Na přelomu 20. a 21. století vydal druhé sólové album Slunci blíž (2000) a působil v muzikálu Apokalypsa.
V roce 2002 spoluzaložil rockovou skupinu T4 (Stanislav Kubeš – Vladimír Guma Kulhánek – Roman Dragoun – Martin Kopřiva), která dosud koncertuje. Roku 2005 byla obnovena kapela Futurum, s níž Roman Dragoun také hraje při příležitostných vystoupeních. Začal hostovat i na koncertech Progres 2, jejichž plnohodnotným členem se opět stal v roce 2007. V roce 2018 vydali Progres 2 album Tulák po hvězdách.
V současnosti kromě těchto aktivit Roman Dragoun vystupuje i sólově či se svojí doprovodnou skupinou His Angels, občas hraje i s kapelou svého syna, nazvanou David Dragoun Band. V roce 2009 vydal své třetí sólové album Otlučená srdce, na kterém hostovalo mnoho dalších rockových i jazzových hudebníků. V roce 2012 byl posluchači Radia Beat vybrán do Beatové síně slávy v kategorii „Osobnost“, do které byl uveden 17. května 2012.

## Diskografie

### Sólová alba
- 1995 – Stín mý krve
- 2000 – Slunci blíž
- 2009 – Otlučená srdce (album a živé DVD)
- 2012 – Piano
- 2016 – Samota
- 2021 – Roman Dragoun Projekt

### S Progres 2
- 1981 – „Člověk stroj“ (singl)
- 1982 – „Muž, který se podobá odvrácené straně Měsíce“ (singl)
- 1982 – Třetí kniha džunglí
- 1983 – The Third Book of Jungle
- 2008 – Progres Story 1968–2008 (živé album z roku 2008)
- 2008 – Progres Story 1968–2008 (živé DVD z roku 2008)
- 2016 – Live (živé album a DVD nahrané v roce 2008)
- 2018 – Tulák po hvězdách (album)

### S Futurem
- viz kompletní diskografie Futura

### Se Stromboli
- 1989 – Shutdown

### S T4
- 2005 – Pár tónů a slov

### Ostatní
- 2014 – Zpívající břidlice (sampler; píseň „Básník na střeše“)